# Commissione economica per l'Africa
La Commissione economica per l'Africa (ECA o UNECA, dall'acronimo inglese di United Nations Economic Commission for Africa) è una delle cinque commissioni economiche regionali che riportano al Consiglio economico e sociale (ECOSOC) delle Nazioni Unite.